# Các khu vực Ba Lan bị Đức Quốc Xã sáp nhập
Sau cuộc xâm lược Ba Lan vào đầu Chiến tranh thế giới thứ hai, gần một phần tư toàn bộ lãnh thổ của Cộng hòa Ba Lan bị Đức Quốc xã sáp nhập và đặt dưới quyền của chính quyền dân sự Đức. Phần còn lại của Đức chiếm Ba-lan được đổi tên thành khu vực Chính quyền chung. Sự sáp nhập là một phần của cuộc chia rẽ "thứ tư" của Ba Lan do Đức Quốc xã và Liên bang Xô viết vạch ra vài tháng trước cuộc xâm lược trong Hiệp ước Molotov-Ribbentrop..
Một số lãnh thổ nhỏ hơn được hợp nhất trực tiếp vào Gaussia Phổ và Silesia hiện hữu, trong khi đó phần lớn đất đai được sử dụng để tạo ra Reichsgaue Danzig-Tây Phổ và Wartheland mới. Trong số đó, Reichsgau Wartheland là lớn nhất và duy nhất chỉ bao gồm lãnh thổ bị sáp nhập.
Thuật ngữ chính thức được sử dụng bởi các nhà chức trách Đức Quốc xã cho những khu vực này là "các lãnh thổ Đông hợp nhất" (tiếng Đức: Eingegliederte Ostgebiete). Họ lập kế hoạch cho một Đức hóa hoàn chỉnh của các lãnh thổ phụ thuộc, xem chúng là một phần của lebensraum của họ. Dân Do Thái ở địa phương đã bị buộc phải sống trong khu ổ chuột, và dần dần bị trục xuất sang các trại tập trung và diệt chủng, trong đó Auschwitz nổi tiếng nhất nằm ở vùng Đông Silesia. Dân số Ba Lan địa phương đã dần dần bị nô lệ, tiêu diệt và cuối cùng được thay thế bởi những người định cư người Đức. Các tầng lớp ưu tú của Ba Lan đặc biệt trở thành vụ giết người hàng loạt, và khoảng 780.000 người Ba Lan bị trục xuất, hoặc cho Chính phủ Tổng thể hoặc cho Altreich cho lao động cưỡng bức. Dân số Ba Lan còn lại bị tách biệt khỏi dân số Đức và bị áp dụng các biện pháp đàn áp khác nhau. Bao gồm lao động cưỡng bách và sự loại trừ của họ khỏi mọi khía cạnh chính trị và văn hoá của xã hội. Đồng thời, người Đức địa phương đã được cấp một số đặc quyền, và số lượng của họ đã được tăng lên ổn định bởi sự giải quyết của người dân tộc người Đức, bao gồm cả những người di dời do chuyển đổi dân số của Đức Quốc xã-Xô viết.
Sau cuộc tấn công Vistula-Oder vào đầu năm 1945, Liên Xô đã giành quyền kiểm soát các lãnh thổ. Người dân tộc thiểu số người Đức đã chạy trốn khỏi Hồng quân hoặc sau đó bị trục xuất và lãnh thổ trở thành một phần của nước Cộng hòa Nhân dân Ba Lan.